# Мотопробіг Єдності
Мотопробіг Єдності проходить кожного року приблизно в середині літа, та на теперішній час охоплює майже всі міста України. Мета мотопробігу: об'єднання багатонаціонального та поліконфесійного суспільства України.

## Ціль мотопробігу
Протягом усього мотопробігу учасники везуть із собою прапор України.  На межі області чи регіонів прапор передається від мото-громади одного регіону іншому. На центральних площах міст, через які пролягає маршрут мотопробігу, робляться короткочасні зупинки. Так усі охочі можуть прийти та привітати учасників Мотопробігу Єдності. Місцеві ЗМІ мають змогу поспілкуватися з мотоциклістами  і розповісти про подію своїй аудиторії.
Проїжджаючи через свою область та місто, учасники при супроводі колони,  використовують прапори цих міст або регіонів, на відрізках шляху цими областями.
Разом із прапором України від початку мотопробігу до населеного пункту Чонгар учасники везуть прапор кримсько-татарського народу, який кожен рік передається представникам кримських татар.
По закінченню Мотопробігу, прапор України буде піднятий на Хортиці. А прапор попереднього року буде переданий в музей Українознавства на Хортиці.

## Історична довідка

#### 2016 рік
Перший Мотопробіг розпочався в місті Ужгород 18 липня 2016 року та закінчився в населеному пункті Чонгар 22 липня 2016 року.
Охоплював лише 15 міст, маршрут мотопробігу проходив через такі міста як Ужгород, Івано-Франківськ, Львів, Рівне, Житомир, Коростишів, Київ, Полтава, Дніпро, Запоріжжя,  Мелітополь, Чонгар

#### 2018 рік
Другий мотопробіг Єдності відбувся у 2018 р. До міст-учасників долучилися  Маріуполь та Бердянськ.
Мотопробіг розпочався в Місті Ужгород 23 липня 2018 року та закінчився острові Хортиця 28 липня 2018 року

#### 2019 рік
Третій Мотопробіг Єдності охоплював 30 міст, маршрут був змінено, внаслідок чого було досягнуто максимального охоплення регіонів та міст.
Мотопробіг Єдності 2019р. розпочався в місті Ужгород 15 липня 2019 року та закінчився в місті Одеса 23 липня 2019 року
Мотопробіг проходив через 31 місто , а саме: Ужгород, Івано-Франківськ, Стрий, Львів, Луцьк, Рівне, Дубно, Тернопіль, Хмельницький, Вінниця, Бердичів, Житомир, Коростишів, Київ, Полтава, Суми, Гора-Січ, Харків, Куп'янськ, Ізюм, Слов'янськ, Краматорськ, Добропілля, Дніпро, Запоріжжя, Мелітополь, Чонгар, Каховка, Херсон, Миколаїв, Одеса.

#### 2020 рік
Четвертий мотопробіг заплановано на 20 липня 2020 року

2022 рік
Останній мотопрог відбувся 2023 році під час першого року повномаштабного вторгнення Росії на рериторію України, це був волонтерський мотопробіг. ціль якого була зібрати допомогу воїнам на передову . Маршрут попередніх мотопробігів був взятий за осонову та проходив по майже всім обласним центрам. Організатор мотопробігу Микола Спірідонов не зважаючи на отриману травму ноги під час бойових дій , завершив волонтерський мотопробіг Єдності , доставивши на передову більш ніж 15 тон допомоги від байкерів з усієї країни
2024 рік
Враховуючи недоцільність влаштовувати мотопробіги під час війни , організатором мотопробігу Єдності Миколою Спірідоновим спільно з міжнародними мотоклубами Ввеликої четвірки  HELLS ANGELS MC  та BANDIDOS MC була організована акція під назвою : "Кров військовим від байкерів України".
Аккція є безстроковою , та проходе по цей час, в акціїї приняли участь 42 мотоклуби з Усієї країни.. окрім політично заангажованих клубів,  таким чином був суттево поповнений банк крові по всій країні . 

## Правила мотопробігу в Україні
Участь в мотопробігу є абсолютно безкоштовною.
Кожен учасник сам обирає час і відстань, яку буде проходити, беручи участь у Мотопробігу Єдності.
Кожен учасник бере на себе відповідальність про дотримання правил руху в колоні і ПДР.
Кожен учасник сам покриває затрати на час проведення Мотопробігу (оплата палива, харчування і проживання).
Мотопробіг ніколи не фінансувався та не буде фінансуватись політичними силами, партіями, громадськими організаціями, політиками, державними чи приватними компаніями .
Будь-яке використання символіки мотопробігу, згадування мотопробігу,  статті чи публікації відносно підтримки чи організації одноособової чи групової від політичних сил, партій, громадських організацій, громадських чи політичних діячів, комерційних державних та приватних підприємств та підприємців ,є наперед
"не досить вірними та брехливими!",
Під час Мотопробігу  Єдності категорично забороняється
використовувати будь-які прапори , прапорці, та іншу символіку окрім Державного Прапора України, Прапора Кримськотатарського народа, який по традиції передається в м.Чонгар представникам Кримських татар,
також  прапорів міст та областей ,якщо це місто є  стороною, що приймає, та в межах області маршруту. (подорожуючи через  область дозволяється в межах цієї області використовувати прапор області, так/або прапор (герб) міста, яке представляє місцевий учасник Мотопробігу)
Категорично забороняється використання прапорів та будь-якої символіки політичних сил чи партій, громадських організацій , фотографуватись на їхньому фоні, або іншим чином використовувати Мотопробіг у рекламних цілях.
Категорично забороняються прапори або символіка приватних підприємств, компаній, тощо, фотографуватись на їхньому фоні, або іншим чином використовувати Мотопробіг у рекламних цілях.
Категорично забороняється фотографуватись на фоні прапорів державних чи приватних компаній, їхніх логотипів, на фоні споруд державних чи приватних підприємств, компаній , фірм та інших любих комерційного підприємств,  або іншим чином використовувати Мотопробіг у рекламних цілях.
Категорично забороняється будь-яка усна, письмова, друкована (електронні носії, соцмережі тощо) згадування Мотопробігу Єдності в контексті прямого або непрямого зв'язку будь-яких політичних сил, партій, політиків, державних та приватних підприємств, брендів, біля учасників мотопробігу, учасниками мотопробігу, напроти учасників мотопробігу, на фоні учасників та прапорів мотопробігу, то що!.
Категорично забороняється використовувати одяг з логотипами та символікою , чи в яскраво виражених кольорах політичних сил чи партій, комерційних державних та приватних установ!.
Категорично забороняється під час Мотопробігу займатися будь-якою комерційною діяльністю, або використовувати Мотопробіг у комерційних цілях.

### Участь в Мотопробігу Єдності
Є різноманітні варіанти участі та підтримки, такі як:
1) проїхати весь пробіг.
2) проїхати від свого міста до кінця пробігу
3) зустріти на границі межі Області, провести по ній до зустрічі з мотоспільнотою іншої області.
4) зустріти в своєму місті